# Éric Bauthéac
Éric Bauthéac (Bagnols-sur-Cèze, Francia, 24 de agosto de 1987) es un futbolista francés que juega de centrocampista en el A. E. Troullon de la División Élite STOK.

## Trayectoria
Bauthéac se formó en la cantera del A. S. Saint-Étienne, pero el club no le ofreció un contrato profesional, por lo que se marchó al A. S. Cannes. Allí rindió a un buen nivel y llamó la atención del Dijon FCO, que se hizo con sus servicios en 2010. Al año siguiente, el equipo ascendió a la Ligue 1 por primera vez en su historia.
El 15 de junio de 2012 fue traspasado al O. G. C. Niza.
El 25 de junio de 2015 firmó un contrato que le vinculaba al Lille O. S. C. los tres próximos años.

## Clubes
| Club                  | País      | Año       | Partidos | Goles |
| --------------------- | --------- | --------- | -------- | ----- |
| A. S. Cannes          | Francia   | 2007-2010 | 85       | 17    |
| Dijon F. C. O.        | Francia   | 2010-2012 | 78       | 12    |
| O. G. C. Niza         | Francia   | 2012-2015 | 109      | 22    |
| Lille O. S. C.        | Francia   | 2015-2017 | 51       | 3     |
| Brisbane Roar F. C.   | Australia | 2017-2019 | 47       | 10    |
| A. C. Omonia Nicosia  | Chipre    | 2019-2022 | 81       | 12    |
| Nea Salamis Famagusta | Chipre    | 2022-2023 | 30       | 1     |
| A. E. Troullon        | Chipre    | 2023-     |          |       |

## Palmarés

### Títulos nacionales
| Título                     | Club         | País   | Año  |
| -------------------------- | ------------ | ------ | ---- |
| Primera División de Chipre | A. C. Omonia | Chipre | 2021 |
| Supercopa de Chipre        | A. C. Omonia | Chipre | 2021 |
| Copa de Chipre             | A. C. Omonia | Chipre | 2022 |